# 後藤雅知
後藤 雅知（ごとう まさとし、1967年 - ）は、日本の歴史学者、立教大学教授。日本近世史専攻。

## 来歴
東京都生まれ。1990年東京大学文学部国史学科卒業。97年同大学院人文社会系研究科博士課程単位取得退学。99年「日本近世における漁業社会構造の研究」で博士（文学）。1998年千葉大学教育学部講師、2000年助教授、2007年准教授、2012年立教大学文学部教授。

## 著書
- 『近世漁業社会構造の研究』山川出版社 2001

### 共編
- 『水産の社会史』吉田伸之共編 山川出版社 史学会シンポジウム叢書 2002
- 『身分的周縁と近世社会 1　大地を拓く人びと』編 吉川弘文館 2006
- 『身分的周縁と近世社会 9　身分的周縁を考える』斎藤善之,高埜利彦,塚田孝,原直史,森下徹,横田冬彦,吉田伸之共編 吉川弘文館 2008
- 『山里の社会史』吉田伸之共編 山川出版社 史学会シンポジウム叢書 2010

## 参考
- [ISBN 978-4-642-06557-3]
- 立教大学
- Researchmap
- J-global
- 研究者リゾルバー